# Per Enflo
Per Henrik Enflo, né le 20 mai 1944 à Stockholm en Suède, est un mathématicien et un musicien suédois, professeur émérite de mathématiques à l’université d'État de Kent, dans l'Ohio (États-Unis). Il a résolu plusieurs questions ouvertes en analyse fonctionnelle, en construisant des contre-exemples au problème de la base, au problème d’approximation et au problème des sous-espaces invariants dans les espaces de Banach. Ses travaux ont eu d’importants développements en analyse fonctionnelle et en théorie des opérateurs, mais aussi en théorie des nombres et en informatique, en particulier pour le calcul formel et les algorithmes d’approximation. Pianiste réputé, Enflo joue en soliste dans des concerts depuis son enfance. Il s’intéresse aussi à la mathématisation de questions liées à l’évolution.

## Biographie

### Formation
Les parents de Per Enflo sont respectivement géomètre-expert et comédienne, et ils ont cinq enfants. Per s’intéresse précocement aux mathématiques, à la musique et à la course à pied. En 1956, il donne son premier récital public de piano, et remporte quelques mois plus tard une compétition ouverte aux jeunes pianistes suédois, à l’occasion du 200e anniversaire de la naissance de Wolfgang Amadeus Mozart. Il est alors invité à jouer la partie soliste d’un concerto de piano de Mozart avec l’orchestre de l’Opéra royal de Suède. Dès cette époque, il étudie aussi la composition. En 1961, il arrive respectivement premier et deuxième dans des compétitions nationales, l’une de piano, l’autre de mathématiques. Tout en entamant des études supérieures de mathématiques et de physique à l’université de Stockholm, Per Enflo donne une variété de concerts, tant privés que publics, par exemple à la Konserthuset de Stockholm où il fait ses débuts en 1963.
Au milieu des années 1960, Hans Rådström (en), à l’université de Stockholm, suggère à Enflo d’étudier le cinquième problème de Hilbert en dimension infinie. Enflo publie 5 articles sur le sujet, rassemblés dans sa thèse qu’il soutient en 1970.

### Contributions au problème de la base
En 1971, Enflo obtient une bourse de recherche pour l’université de Californie à Berkeley. 
C’est pendant cette période qu’il réussit à construire des contre-exemples pour plusieurs conjectures importantes sur les espaces de Banach : le problème de la base de Stefan Banach, un problème proche posé par Stanislaw Mazur dans le Livre écossais (problème 153, du 6 novembre 1936) et pour la résolution duquel Mazur avait promis une oie vivante, et le problème d’approximation dont Alexandre Grothendieck avait montré la centralité pour la théorie des espaces de Banach et des opérateurs linéaires continus.
Le problème de la base est celui de déterminer si tout espace de Banach séparable possède une base de Schauder.
Si {\displaystyle V} est un espace de Banach sur un corps commutatif {\displaystyle F}, une base de Schauder est une suite {\displaystyle (b_{n})} d’éléments de {\displaystyle V} telle que pour tout élément {\displaystyle v\in V} il existe une unique suite {\displaystyle (\alpha _{n})} d’éléments de {\displaystyle F} telle que
{\displaystyle v=\sum _{n\in \mathbb {N} }\alpha _{n}b_{n}\,}
où la convergence est comprise par rapport à la topologie définie par la norme. La question posée par Mazur était de déterminer si pour toute fonction continue à deux variables {\displaystyle f(x,y)}, définie pour {\displaystyle 0\leq x,y\leq 1} et pour tout nombre {\displaystyle \epsilon >0}, il existe des nombres {\displaystyle a_{1},\cdots a_{n},b_{1},\cdots ,b_{n},c_{1},\cdots ,c_{n}} avec la propriété que {\displaystyle |f(x,y)-\sum _{k=1}^{n}c_{k}f(a_{k},y)f(x,b_{k})|\leq \epsilon } sur l’intervalle {\displaystyle 0\leq x,y\leq 1}.

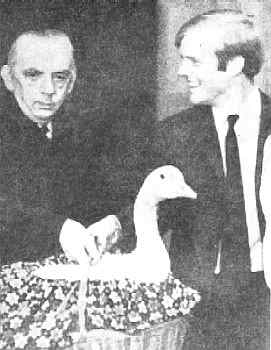
En 1972 Stanislaw Mazur remet à Enflo l’oie promise pour la résolution de son problème du Livre écossais.

Enfin, le problème d’approximation est celui de déterminer si tout espace de Banach a la propriété d'approximation, c’est-à-dire si tout opérateur compact sur un Banach est une limite d’opérateurs de rang fini. Ces trois questions sont étroitement liées. Alexandre Grothendieck a montré par exemple qu’une réponse négative à la question de Mazur donne aussi une réponse négative au problème d’approximation. Par ailleurs, si la propriété d’approximation est vraie, il existe une base de Schauder (elle est obtenue à partir des projections des opérateurs). En 1972, Per Enflo construit un espace de Banach séparable sans la propriété d’approximation, et donc sans base de Schauder ; il reçoit de Mazur l’oie vivante promise au cours d’une cérémonie au centre Stefan Banach de Varsovie, largement retransmise dans toute la Pologne.

### Le problème des sous-espaces invariants
Dans le séminaire d’analyse fonctionnelle de l’École polytechnique (dit séminaire « Maurey-Schwartz ») des 24 février et 2 mars 1976, Enflo esquisse un programme pour résoudre (par la négative) une autre question importante d’analyse fonctionnelle, le problème des sous-espaces invariants : tout opérateur borné sur un espace de Banach admet-il un sous-espace fermé invariant non trivial ? Le manuscrit final sera accepté à la revue Acta Mathematica le 21 mars 1985 (et publié en 1987),. L’espace de Banach construit par Enflo comme contre-exemple est le complété, pour une certaine norme, des polynômes à une variable {\displaystyle x} à coefficients complexes ; l’opérateur est la multiplication par la variable {\displaystyle x}.
Une idée essentielle dans la construction de Enflo est la « concentration des polynômes en bas degré » : pour tous les entiers positifs {\displaystyle m} et {\displaystyle n}, il existe une constante {\displaystyle C(m,n)>0} telle que pour tous polynômes homogènes {\displaystyle P} et {\displaystyle Q} de degrés {\displaystyle m} et {\displaystyle n} (à {\displaystyle k} variables), {\displaystyle |PQ|\geq C(m,n)|P||Q|}, où {\displaystyle |P|} désigne la somme des valeurs absolues des coefficients de P. Enflo a montré que {\displaystyle C(m,n)} ne dépend pas du nombre de variables {\displaystyle k}. Sa preuve originelle a été simplifiée par Hugh Montgomery, et le résultat a été généralisé à d’autres normes sur l’espace vectoriel des polynômes homogènes. Ces idées ont d’importantes conséquences en théorie des nombres et pour la factorisation des polynômes.

### Travaux en dynamique des populations
Enflo a aussi publié plusieurs articles sur la génétique des populations, la paléoanthropologie ainsi que la dynamique de la population des moules zébrées du Lac Erie. Avec John D. Hawks et Milford H. Wolpoff, Enflo a en particulier proposé une explication des témoignages fossiles sur l’ADN de l’Homme de Néandertal et de l’être humain actuel. Il y a en effet un débat sur l’évolution des êtres humains, entre ceux qui pensent qu’il y a eu apparition de l’homme actuel dans de nombreuses régions indépendamment et ceux qui croient à une origine unique, africaine, de l’homme moderne qui aurait ensuite migré. L’étude de l’ADN (mitochondrial) est un moyen d’explorer les liens génétiques éventuels entre Néandertaliens et modernes, mais l’interprétation est délicate. Enflo a proposé pour cela un modèle issu des théories de distribution des espèces, la dynamique source-puits. 
Un puits est une région où le taux de reproduction est inférieur au taux de remplacement, et qui ne reste donc peuplée que s’il y a immigration depuis des sources de population, créant alors un gradient génétique. Si c’était le cas de l’Europe à l’époque néandertalienne et paléolithique, cela expliquerait pourquoi l’ADN mitochondrial actuel ne dérive pas de celui des Néandertaliens européens, les variations génétiques de ce dernier étant faibles par rapport au renouvellement et remplacement par les populations issues des sources.

### Carrière universitaire
Per Enflo a enseigné à l’université Stanford, à l’École polytechnique (France), à l’Institut Mittag-Leffler, à l’Institut royal de technologie de Stockholm, avant de devenir professeur à l’université d’État de Kent en 1989. Il y est professeur émérite depuis juin 2012. Il a reçu un prix pour la qualité de son enseignement en 2005.

### Concerts
En dehors de son enseignement et de ses recherches scientifiques, Enflo se consacre toujours à la musique. En 1999 il a participé à la première compétition internationale annuelle de piano de la Fondation Van Cliburn pour les amateurs.
Il donne des récitals dans de nombreux pays, en particulier à Östervåla en Suède et à l’École nationale de musique de Sofia, en Bulgarie. Il joue régulièrement dans la région de Kent ainsi qu’à Columbus (Ohio) avec le Triune Festival Orchestra. Ses récitals de piano en soliste ont été diffusés sur le réseau classique de la radio WOSU qui est sponsorisée par l’université d'État de l'Ohio. Il a enregistré plusieurs disques, dont des sonates de Strauss et d’Enescu en 2005, et de Beethoven en 2007, avec le violoniste Hristo Popov. En mars 2013, il donne un récital avec ce dernier au Carnegie Hall.

## Distinctions
- Edlund Award, de l’Académie royale des sciences de Suède, en 1973
- La médaille Celsius, de l’Académie royale des sciences de Suède, en 1977
- The Distinguished Scholar Award de l’université d’État de Kent[14], en 2005